# Emilio Niero
Emilio Niero, in arte Milo (Venezia, 29 luglio 1927 – Venezia, 19 dicembre 1973), è stato un pittore italiano.
La sua lunga attività artistica lo ha visto impegnato ovunque in Italia e all'estero con mostre personali ove ha riscosso ripetuti successi. Ebbe l'ambito premio di entrare con una sala indicata solo a suo nome nel museo internazionale di S. Cloud a Parigi.

## Mostre personali
- Parigi ambasciata d'Italia, centro culturale
- Parigi museo culturale Le Internazionale S. Cloud 1967-68-69;
- Parigi galleria della Baume
- Venezia galleria S.Vidal in data 16/09/1973
- Venezia galleria Benvenuti
- Venezia palazzo delle Prigioni
- Padova galleria Sigillo
- Vicenza galleria il Salotto dall'11/01/1972 al 20/11/1972
- Vicenza galleria Tizianesca
- Belluno galleria La Radice dall'11/11/1970 al 27/11/1971
- Cuneo galleria Etruria dal 18/03/1972 al 30/03/1972
- Bergamo, galleria comunale Ponte S.Pietro dal 30/01/1972 al 15/02/1972
- 1ª Biennale Rocca di Vignola
- Viterbo galleria la Torre
- Roma galleria D'Urso
- Trento galleria d'arte “M.Fogolino” dal 13/10/1970 al 27/10/1970
- Premio Nazionale di Pittura G.Segantini (Torbole Garda) rassegna pittori Veneziani

## Opere

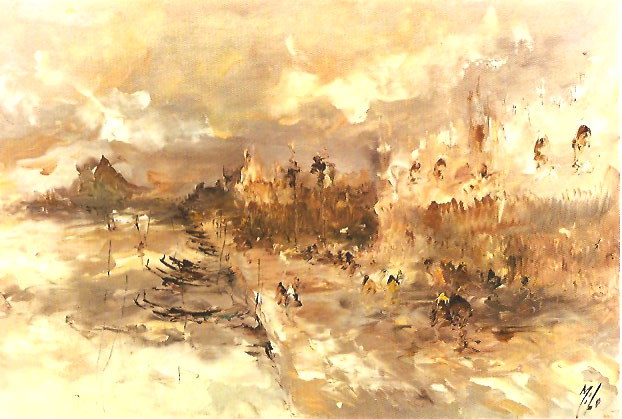
VENEZIA Il bacino di San Marco